# Dirk Brossé

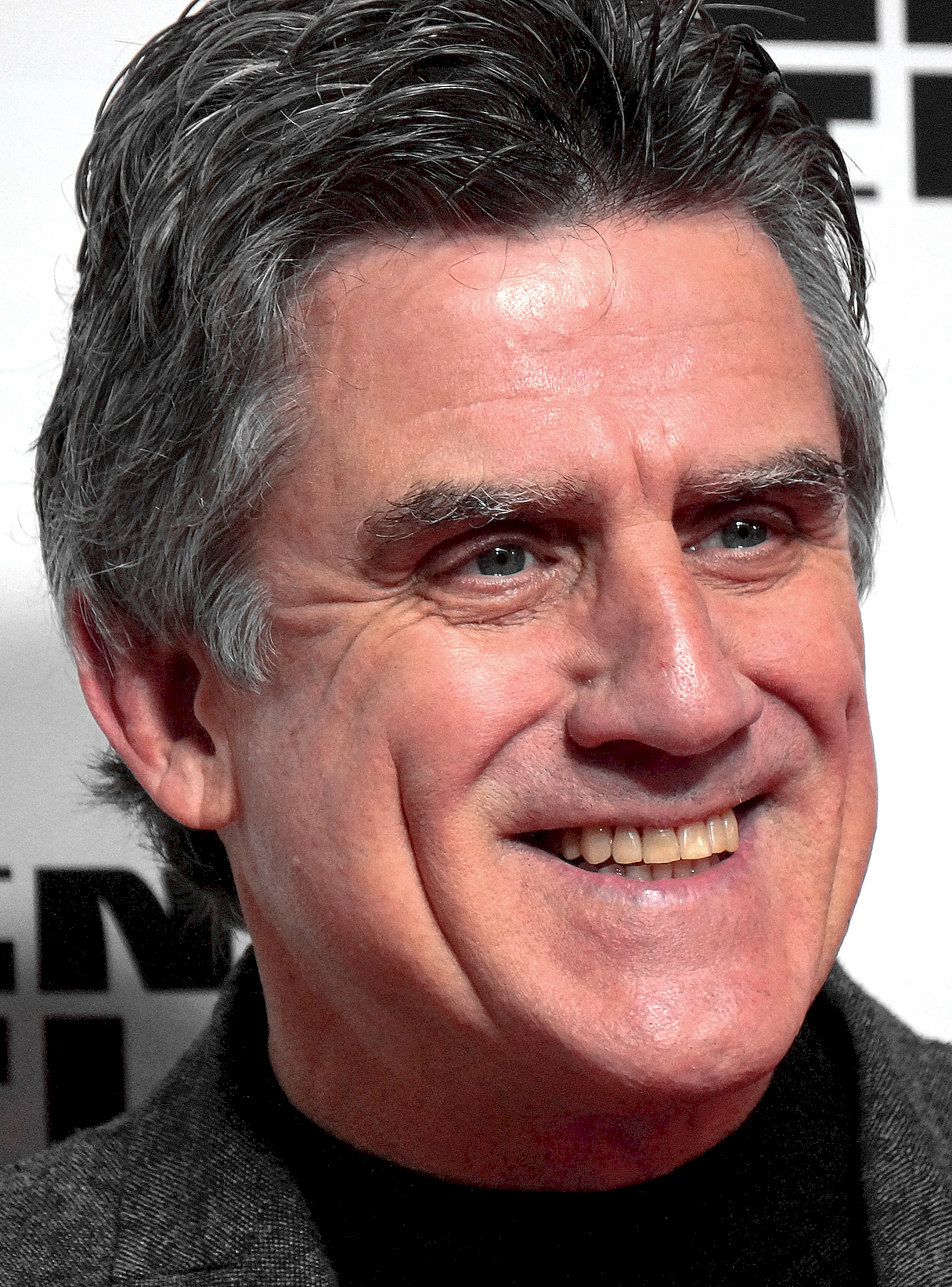
Dirk Brossé, 2024

Dirk Brossé (* 18. Februar 1960 in Gent) ist ein belgischer Komponist und Dirigent.

## Leben und Wirken
Dirk Brossé begann seine musikalische Ausbildung an der Musikakademie bei Georges Vanhoute, einem Posaunisten des belgischen Militärblasorchesters, des Groot Harmonieorkest van de Belgische Gidsen, der ihm wesentliche Impulse gab, um sich beruflich auf das Thema Musik zu fokussieren. Er studierte am Königlichen Konservatorium Gent, Musiktheorie, Harmonielehre, Trompete und Klavier. Hier schloss er mit Diplom ab und wechselte dann ans Königliche Konservatorium Brüssel, wo er seine Studien in Kontrapunkt und Fuge vervollständigte. Weitere Studien folgten in bei Anton Kersjes und Lucas Vis  Orchesterleitung, Studien bei Julius Kalmar vervollständigten seine Fähigkeiten. François Glorieux, Frédéric Devreese und Leonard Bernstein als Dozenten haben einen nachhaltigen Eindruck hinterlassen. Abschließend studierte er an der Musikhochschule in Köln bei Volker Wangenheim.
1974 und 1979 bringen ihn als Solo-Trompeter mit der Nationalen Jugend-Brass-Band Belgien bzw. mit dem Nationalen Jugendorchester Belgiens  in die Vereinigten Staaten von Amerika. 1981 und 1983 begleitete er das Welt-Jugendorchester auf seinen Konzertreisen. Seit 1984 tritt er als Gastdirigent in Chicago, Wien, Köln und Amsterdam auf. Seit 1999 ist er künstlerischer Direktor des Tokio International Music Festivals und des Flämischen Filmfestivals. Er gründete den Trumpet Choir in Brüssel.
Brossé ist Professor für Dirigieren und Komposition am Königlichen Konservatorium Gent an und ist Künstlerischer Direktor des Symphonie-Orchesters von Brüssel, Chefdirigent des Nationalen Jugend-Orchesters Belgiens. Er dirigierte unter anderem das  London Philharmonic Orchestra, das Shanghai Philharmonic Orchestra, das KBS Symphony Orchestra (Südkorea), das World Symphony Orchestra (Japan), das Ulster Orchestra, die Camerata (Sankt Petersburg), das Rotterdams Philharmonisch Orkest, das London Symphony Orchestra sowie die nationalen Orchester von Venezuela, Kolumbien und Ecuador.

## Werke

### Werke für Orchester
- 1986 On Safari
- 1990 Bacob Overture
- 1991 Music in Mycology
- 1992 Ouvertura
- 1995 Flanders international Film Festival Overture
- 1995 Artesia – Symphony Nr. 1 für Knaben-Sopran, Chor und Orchester
- 1995 Daens Suite
- 1996 Bit by Bit
- 1996 Principals
- 1996 Le Nozze di Sacco
- 1997 The Birth of Music – Symphony Nr. 2 für Orchester und Ethnische Instrumente
- 1997 Light Main Theme
- 1999 Millennium Overture
- 1999 Inferno

### Werke für Blasorchester
- 1986 7 Inch Framed
- 1987 Oscar for amnesty für Sprecher und Symphonisches Blasorchester
- 1989 El Golpe Fatal
- 1989 Elegy for a lost Friend
- 1992 La Soledad de America Latina für Sprecher, Kolumbianische Instrumente und Symphonisches Blasorchester
- 1992 Music for a Celebration
- 1995 And the winner is...
- 1999 War Concerto for Clarinet and Symphonic-Band
- 1999 Elegy für Klarinette oder Bass-Klarinette und Klarinetten-Chor
- 2000 Milestone Overture
- 2001 Kuifje – De Zonnetempel (deut. Tim und Struppi – Der Sonnentempel)

### Werke für Gesang und Orchester
- 1994 Landuytcyclus für Sopran und Orchester
- 1995 La Vida es un Sueño für Sopran und Orchester
- 2000 Beauty to the Surface brought für Sopran und Orchester
- 2003 I loved you für Sopran und Orchester

### Oratorien
- 2000 Juanelo Charles V Oratorium für Solisten, gemischten Chor und Orchester

### Filmmusiken
- 1990: Koko Flanel
- 1993: Daens
- 1993: Marie
- 1998: Die Stunde des Lichts (When the Light comes)
- 2005: Übergeschnappt (Knetter)
- 2012: Parade’s End – Der letzte Gentleman (Parade’s End)

### Chormusik
- 2003 Cogito, Ergo Sum